# New Power Party
New Power Party (tradiční znaky: 時代力量; hanyu pinyin: Shídài Lìliàng; tchajwansky Sî-tāi Le̍k-liōng; český přepis: Š'-taj Li-liang; v překladu Strana nové moci) je politická strana působící na Tchaj-wanu. Založena byla 25. ledna 2015.
Strana vzešla ze Slunečnicové revoluce, což bylo protestní hnutí organizované převážně studenty proti vládnoucímu Kuomintangu. Důvodem demonstrací byla obchodní dohoda (The Cross Strait Service Trade Agreement) usnadňující příliv investic (v sektoru služeb) mezi Tchaj-wanem a ČLR. Demonstranti se obávali, že se Tchaj-wan prostřednictvím těchto dohod stane ekonomicky a politicky více závislým na ČLR a postupně tím ztratí svrchovanost. Netransparentní a urychlené kroky vlády k prosazení dohody byly kritizovány a protestující studenti následně na téměř měsíc obsadili budovu parlamentu (budova Legislativního dvora) za účelem zabránění ratifikace dohody.
Strana je součástí politického jevu známého jako "třetí síla" (第三 勢力), ve kterém se nové politické strany snaží nabídnout alternativu k tradičnímu uspořádání tchajwanské politiky ovládané zeleným táborem v čele s DPP a modrým táborem vedeném Kuomintangem. Volební program se však v některých oblastech, např. v otázce formální nezávislosti Tchaj-wanu, shoduje s agendou DPP a zeleného tábora.
Ve volbách do Legislativního dvora (nejvyšší zákonodárná moc) v lednu 2016 strana získala 5 z možných 113 mandátů. Mezi zvolenými kandidáty byl i zakládající člen strany Freddy Lim, který předtím působil jako ředitel tchajwanské pobočky Amnesty International a je známý jako zpěvák tchajwanské blackmetalové kapely Chthonic.